# Piotr Gałkin
Piotr Jurjewicz Gałkin (ros. Пётр Юрьевич Галкин, ur. 5 czerwca 1958 w Kopiejsku) – rosyjski bokser walczący w barwach ZSRR, mistrz Europy z 1983.
Zwyciężył w kategorii półśredniej (do 67 kg) na mistrzostwach Europy w 1983 w Warnie po wygraniu czterech walk, w tym finałowej z Luciano Bruno z Włoch.
Był mistrzem ZSRR w wadze półśredniej w 1980 oraz brązowym medalistą w 1984.
Jest doktorem nauk pedagogicznych (2002). Jest (2017) prorektorem do spraw sportu Państwowego Uralskiego Instytutu Kultury Fizycznej w Czelabińsku.